# Lucia Bosè
Lucia Bosè (28. ledna 1931 Milán, Itálie — 23. března 2020, Brieva, Provincie Segovia, Španělsko) byla italská herečka. Vystupovala také jako Lucia Borloni (podle rodného příjmení své matky).
Pracovala v cukrárně, pro film ji objevil Luchino Visconti. V roce 1947 vyhrála soutěž Miss Itálie, v roce 1950 ji Giuseppe de Santis obsadil do hlavní ženské role v neorealistickém filmu Není míru pod olivami. Patřila k hlavním hereckým hvězdám („maggiorata“) italské kinematografie padesátých let, spolupracovala s Michelangelem Antonionim (Dáma bez kamélií), Juanem Antoniem Bardemem (Smrt cyklisty) a Luisem Buñuelem (To je úsvit).
V roce 1955 se provdala za toreadora Luise Miguela Dominguína a odstěhovala se do Španělska. Po natočení filmu Orfeova závěť (1960) s Jeanem Cocteauem přerušila hereckou kariéru a vrátila se k ní až po rozvodu s Dominguínem v roce 1967. Má tři děti a deset vnoučat, syn Miguel Bosé je úspěšným zpěvákem.
Ve městě Turégano založila první muzeum andělů na světě.
V roce 2018 jí byl udělen Řád občanských zásluh.